# Karczoch zwyczajny
Karczoch zwyczajny, k. hiszpański, kard (Cynara cardunculus) – gatunek wieloletniej rośliny zielnej należący do rodziny astrowatych. Pochodzi z rejonu Morza Śródziemnego – z Europy Południowej, Wysp Kanaryjskich i Afryki Północnej (od Maroko po Libię). Jest szeroko rozprzestrzeniony jako gatunek uprawiany, w wielu obszarach o ciepłym klimacie rośnie także jako dziczejący, w tym inwazyjny na obu kontynentach amerykańskich i w Australii. 

## Morfologia

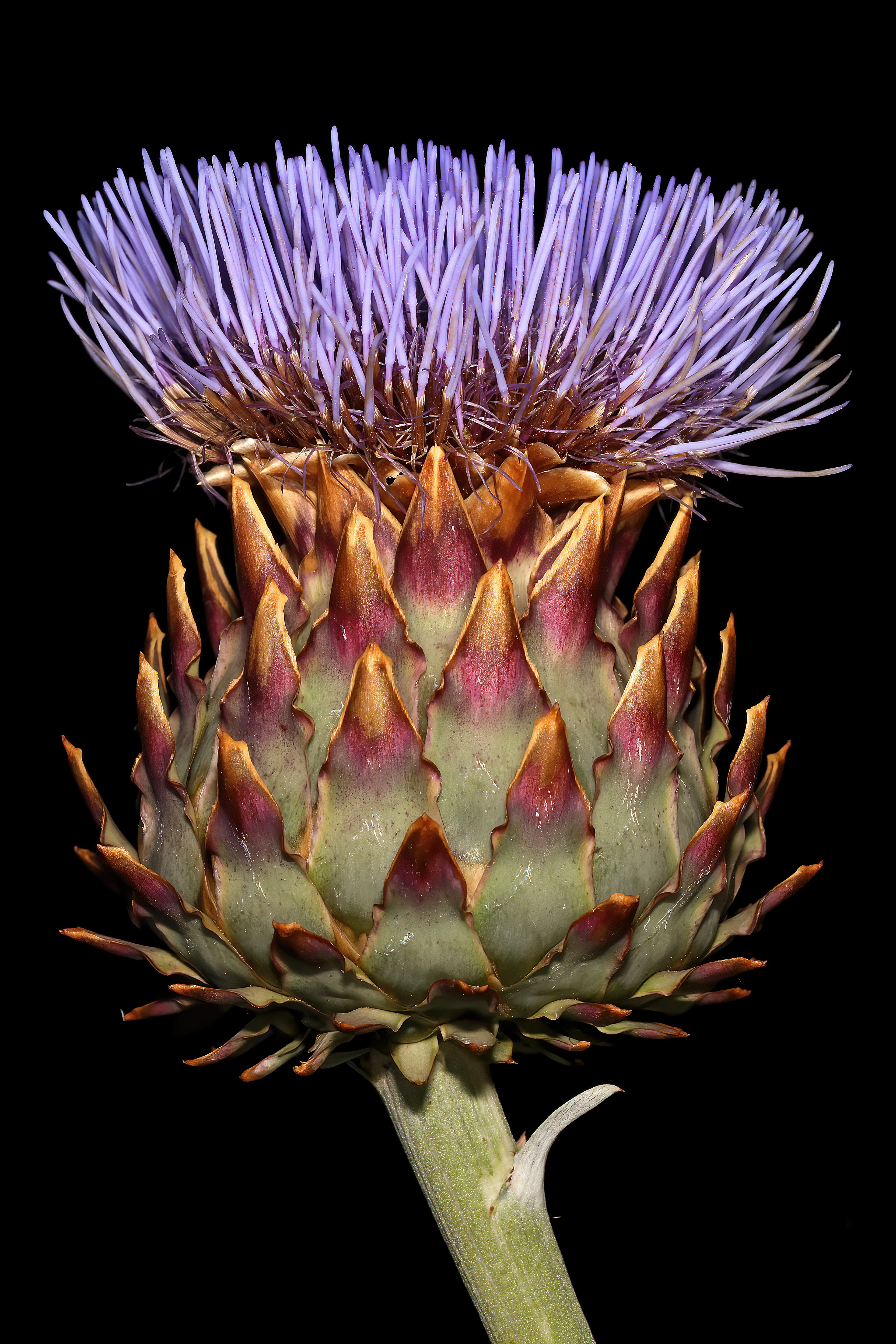
Kwiatostan

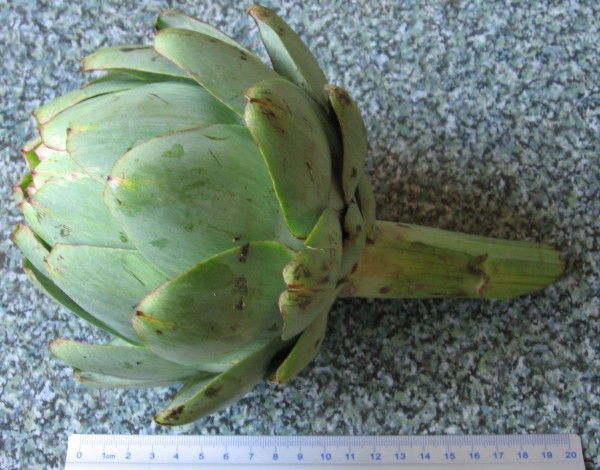
Pąk kwiatostanowy

ŁodygaDorasta do około 2 m.
LiścieSzerokość do 30 cm i długość do 70 cm. Blaszka liściowa głęboko wcinana w górnej części po obu stronach aż do ogonka, który ma 1–2 cm długości. W dolnej części liść staje się pierzasty. Wszystkie odcinki liścia mają wyraźnie ząbkowane brzegi i zaostrzony szczyt. Kolców brak. Górna powierzchnia blaszki jest zielona, z drobnymi białawymi włoskami okrywowymi. Dolna powierzchnia jest jasnozielona lub biała i gęsto owłosiona długimi, splątanymi włoskami. Ogonek i główne nerwy są płaskie na górnej powierzchni. Na powierzchni dolnej są wyraźnie wypukłe i podłużnie prążkowane.
KwiatyZebrane w kuliste kwiatostany, złożone z fioletowych kwiatów (przypominających kwiaty ostu) otoczonych łuskowatymi liśćmi o mięsistych nasadach.

## Systematyka
W obrębie gatunku wyróżnia się trzy podgatunki:
- C. cardunculus subsp. cardunculus
- C. cardunculus subsp. flavescens Wiklung
- C. cardunculus subsp. zingaroensis (Raimondo & Domina) Raimondo & Domina

W obrębie podgatunku typowego wyróżniane są trzy odmiany:
- var. scolymus (L.) Fiori
- var. altilis DC.
- var. sylvestris (Lamk) Fiori

## Zastosowanie

### Roślina lecznicza
Surowiec zielarskiLiść karczocha (Cynarae folium) – cały lub rozdrobniony, wysuszony liść. Surowiec powinien zawierać nie mniej niż 0,8% kwasu chlorogenowego. Zawiera liczne kwasy fenolowe, pochodne kwasu kawowego i chinowego, cynarynę. Charakteryzuje się dużą zawartością składników mineralnych (potasu, sodu i fosforu), witaminy C, błonnika, polifenoli, flawonów, inuliny i hydroksycynamonianów – pochodnych kwasu kawoilochinowego.
DziałanieZ karczochów produkuje się  preparaty znajdujące szczególne zastosowanie w leczeniu i długotrwałej profilaktyce podwyższonego poziomu cholesterolu i trójglicerydów we krwi. Karczoch jest również źródłem flawonoidów (luteolina, apigenina). Ekstrakt z liści karczocha ma właściwości hepatoprotekcyjne, przeciwdrobnoustrojowe oraz redukujące poziom cholesterolu. Wykazano silne działanie przeciwutleniające ekstraktu z karczocha. Działa także przeciw integrazie HIV. Posiada właściwości hipoglikemiczne, prebiotyczne i probiotyczne, wspomaga przepływ żółci w drogach żółciowych. Polifenole i flawonoidy zawarte w nalewce z liści karczocha wykazują bardzo silne działanie antyoksydacyjne oraz przeciwzapalne. Ekstrakt z karczocha działa in vitro i in vivo szeroko przeciwnowotworowo, silnie wpływając na wzrost, migrację i inwazję w przypadku międzybłoniaka opłucnej.

### Roślina uprawna
Znana już w starożytnym Rzymie i Grecji. Jej uprawa upowszechniła się w basenie Morza Śródziemnego przed XII wiekiem. Obecnie uprawiana w krajach o ciepłym klimacie. Znajduje się w Rejestrze roślin uprawnych Unii Europejskiej. W Polsce uprawiana sporadycznie, amatorsko. Wysiewa się nasiona w rozsadnikach cieplarnianych, wysadza do gruntu po ustąpieniu przymrozków. Zbiór od sierpnia do przymrozków. Nie zimuje.

### Kulinaria
| Karczochy Produkcja w 2018            | Karczochy Produkcja w 2018 |
| Państwo                               | Produkcja w tonach         |
| ------------------------------------- | -------------------------- |
| Włochy                                | 389 813                    |
| Egipt                                 | 323 866                    |
| Hiszpania                             | 208 463                    |
| Peru                                  | 154 552                    |
| Algieria                              | 124 659                    |
| Argentyna                             | 110 657                    |
| Chiny                                 | 90 397                     |
| Francja                               | 47 190                     |
| Stany Zjednoczone                     | 45 382                     |
| Maroko                                | 44 591                     |
| Świat                                 | 1 678 872                  |
| Źródło: FAOSTAT of the United Nations |                            |

Karczoch zwyczajny jest warzywem. Częścią jadalną są części główki kwiatostanów po usunięciu zewnętrznych stwardniałych łusek okrywy, pozostałe mięsiste końce łuskowatych okryw kwiatostanu, kwiatostan, jego dno oraz krótki koniec łodygi. U starszych pąków jadalne jest tylko dno kwiatowe. Spożywany po uprzednim ugotowaniu, usmażeniu lub pieczeniu. We Włoszech młode główki kwiatowe po ugotowaniu zalewa się oliwą i przechowuje. Karczochy można konserwować w puszkach. Czasami jako dodatki do surówek oraz jako ozdoba używane są bielone liście.

### Wartość odżywcza
Karczochy zawierają około 3% cukrów, 3% białka, tłuszcz i witaminę C. Wartość odżywcza karczochów nie jest duża, ale są cenione ze względu na zawartość cukru – inuliny – może być spożywany przez chorych na cukrzycę. Jest także polecany dla chorych ze schorzeniami wątroby.

### Roślina kosmetyczna
Karczoch jest uważany za cenny dodatek do płynów oczyszczających skórę, toników, lotionów, kremów i maseczek kosmetycznych.